# Cerodontha longimentula
Cerodontha longimentula är en tvåvingeart som först beskrevs av Mitsuhiro Sasakawa 1963.  Cerodontha longimentula ingår i släktet Cerodontha och familjen minerarflugor. Inga underarter finns listade i Catalogue of Life.